# ロジスティック分布
ロジスティック分布（ロジスティックぶんぷ、英: logistic distribution）は、連続確率分布の一つで、その累積分布関数がロジスティック関数であるものである。正規分布と同様に対称なS字（シグモイド）型の累積分布関数、釣鐘型の確率密度関数を持ち一見して両者は類似しているが、ロジスティック分布の方が裾が長く密度関数は平均から離れても下がりにくい。

## 定義と性質
確率変数を実数 x (−∞ < x < ∞) とするときのロジスティック分布は、
累積分布関数 {\displaystyle F(x;\mu ,s)} が
{\displaystyle F(x;\mu ,s)={\frac {1}{1+e^{-(x-\mu )/s}}}={\frac {1}{2}}\left\{\tanh \left({\frac {x-\mu }{2s}}\right)+1\right\}}
あるいは、
確率密度関数 {\displaystyle f(x;\mu ,s)} が
{\displaystyle f(x;\mu ,s)={\frac {\exp(-(x-\mu )/s)}{s\,(1+\exp(-(x-\mu )/s))^{2}}}}
となる分布として定義される。
このとき、期待値は μ、分散は {\displaystyle {\frac {\pi ^{2}s^{2}}{3}}} である。
歪度は 0 で正規分布と同様に平均のまわりで対称であるが、尖度は 6/5 = 1.2 となる。